# Piedrahíta de Castro
Piedrahíta de Castro ist ein nordwestspanischer Ort und eine Gemeinde (municipio) mit 106 Einwohnern (Stand: 2024) im Osten der Provinz Zamora der Autonomen Gemeinschaft Kastilien-León. 

## Lage
Piedrahíta de Castro liegt in der kastilischen Hochebene in einer Höhe von etwa 700 m. Das Stadtzentrum der Provinzhauptstadt Zamora ist nur etwa 17 Kilometer (Fahrtstrecke) in südlicher Richtung entfernt. Das Klima im Winter ist durchaus kalt, im Sommer dagegen warm bis heiß; die eher spärlichen Regenfälle (531 mm/Jahr) fallen verteilt übers ganze Jahr.

## Bevölkerungsentwicklung
| Jahr      | 1970 | 1981 | 1991 | 2001 | 2011 | 2021 |
| Einwohner | 320  | 214  | 177  | 150  | 111  | 97   |

## Sehenswürdigkeiten
- Kirche Mariä Himmelfahrt (Iglesia de la Asunción de Nuestra Señora)

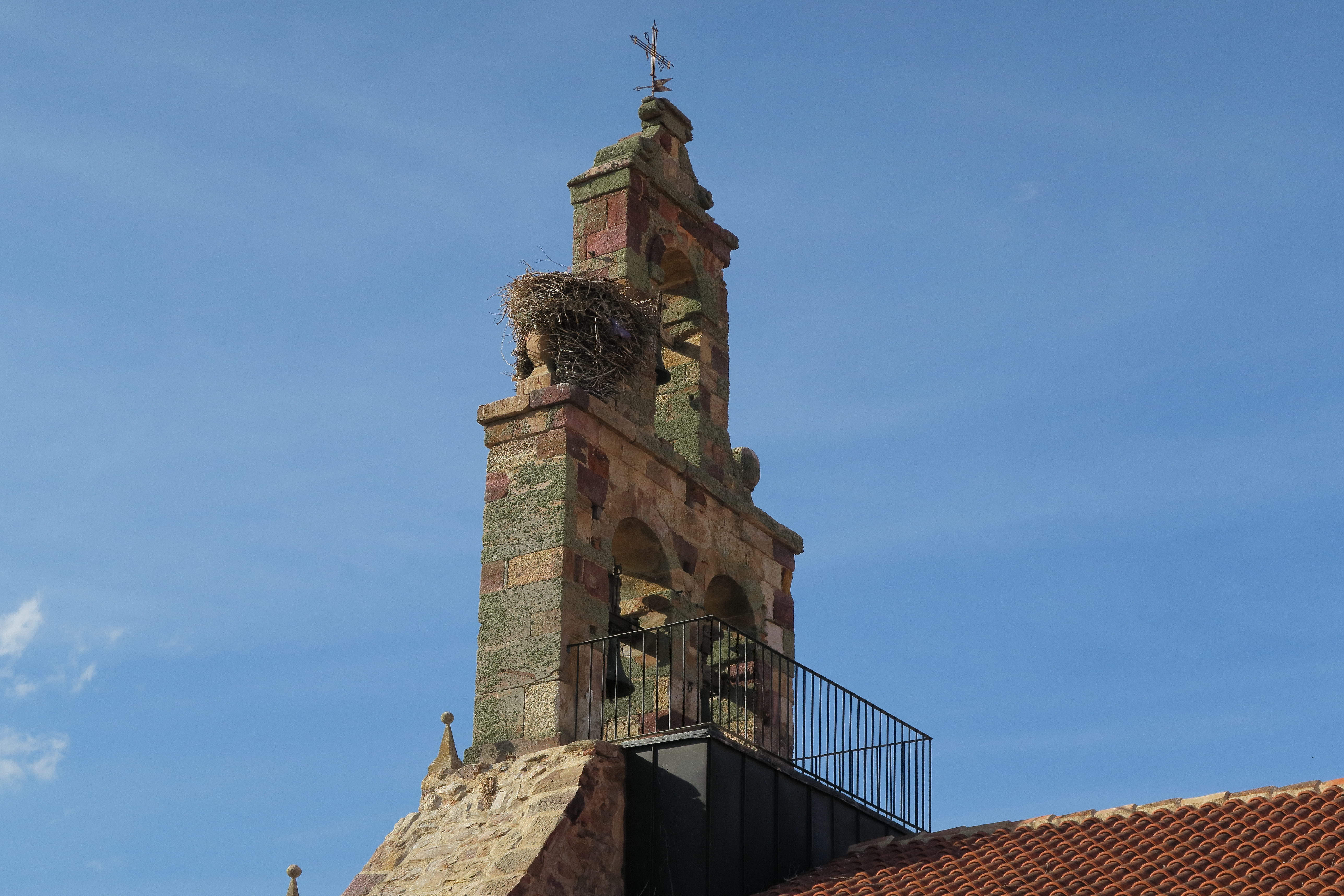
Kirche Mariä Himmelfahrt
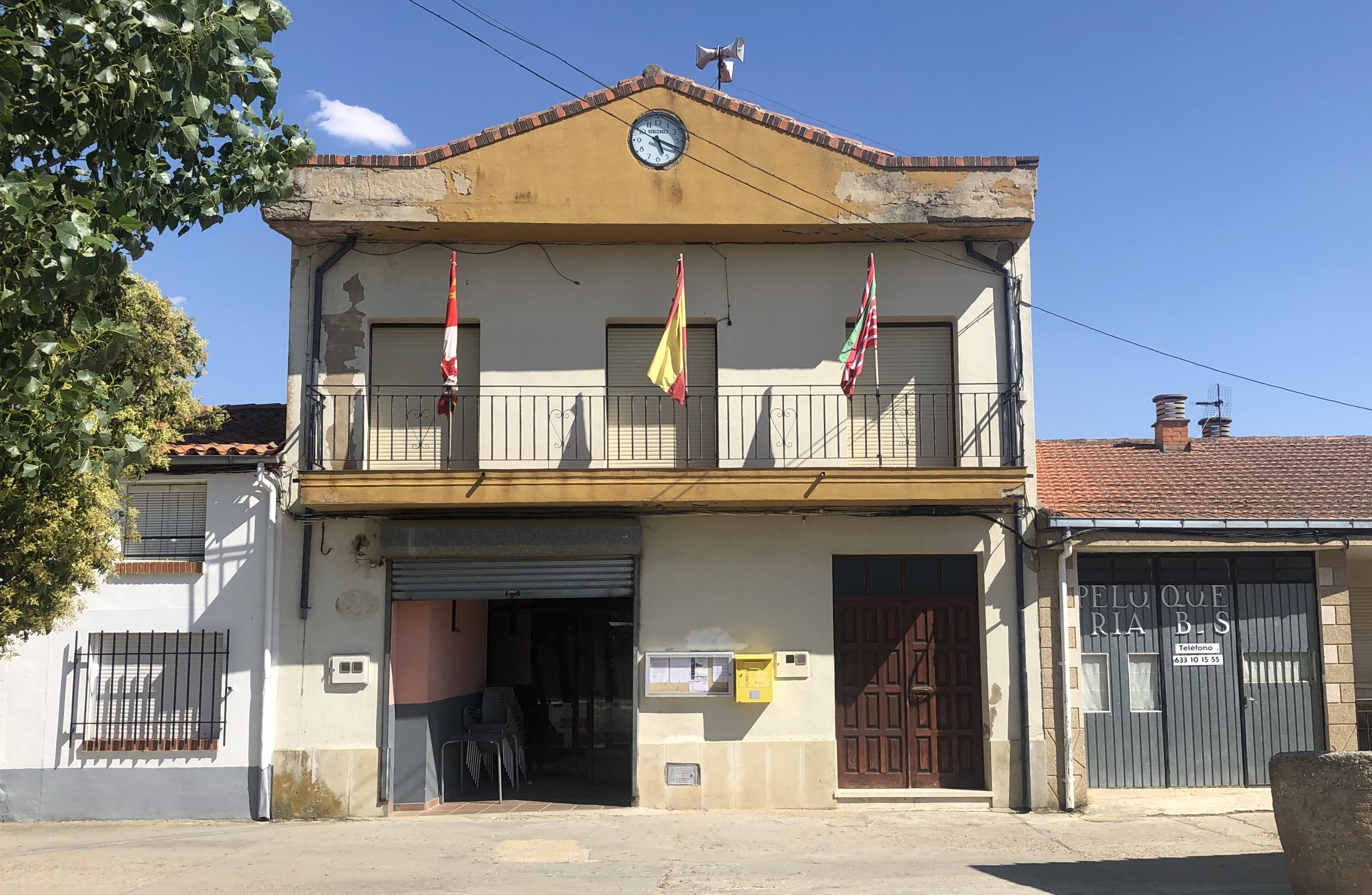
Rathaus